# Serge Ibaka
Serge Ibaka (Brazzaville, 18 de setembre del 1989), és un jugador de bàsquet congolès nacionalitzat espanyol (des de 2011). Juga al Real Madrid de la Lliga ACB, on ocupa la posició d'aler-pivot. Va jugar a l'NBA, sent escollit en la posició número 24 de la primera ronda del Draft del 2008 pels Oklahoma City Thunder (antigament coneguts com a Seattle Supersonics). La temporada 2018-2019 va ser campió de l'NBA amb els Toronto Raptors.

## Biografia

### Inicis de la carrera
Serge Ibaka, fill de dos exjugadors internacionals amb la República del Congo i amb més de 17 germans, inicià la seva carrera al seu país natal, la República del Congo. Tot i que va tenir una infància molt complicada pel fet de viure en un país molt perillós i a quedar-se orfe de mare als 8 anys, ben aviat va començar a oferir mostres de les seves habilitats en el bàsquet. Als 16 anys ja jugava els campionats d'Àfrica, on arribà a ser millor pivot i màxim rebotador del torneig, malgrat jugar contra els millors jugadors sèniors del continent.

### Els començaments a Europa
Després d'aquesta competició, Serge es desplaçà a Europa a provar sort en algun equip del vell continent. Tan bon punt arribà a França, va iniciar els entrenaments amb el Prisse-Macon, un club de tercera divisió amb el qual no arribà a debutar, ja que ràpidament fou descobert i fitxat pels dirigents del CB L'Hospitalet. Un cop a l'Hospitalet, començà a despuntar amb l'equip júnior, però un seguit de traves administratives li impediren de debutar amb el primer equip fins a complir els 18 anys.
En complir la majoria d'edat, Ibaka debutà amb el primer equip de l'Hospitalet a la Lliga LEB Or espanyola (segona divisió nacional) erigint-se com un dels pivots més intimidadors i contundents de la competició a l'hora de taponar i rebotejar.

### L'etapa a Manresa
En acabar la temporada, Ibaka fou fitxat pel Bàsquet Manresa tot i els grans dubtes que encara oferia en la seva figura com a jugador (molt poc madur tàcticament i amb problemes tècnics amb la pilota i el llançament).
Tot i això, el tècnic del Manresa Jaume Ponsarnau confià en ell i li oferí la plaça de segon extracomunitari de l'equip (cada equip ACB només pot dos jugadors extracomunitaris i aquests dos acostumen a ser els jugadors més desequilibrants dels equips, sobretot als equips modestos) al costat de Josh Asselin, un dels millors pivots de la competició i del qual Ibaka en va poder aprendre molts recursos sobre la pista.
L'etapa d'Ibaka per Manresa es pot considerar com a força satisfactòria. El jugador, millorà molt dins la pista acabant amb unes bones estadístiques la competició (7,1 punts, 4,5 rebots, 1 tap i 8,6 de valoració ACB per partit), sobretot tractant-se d'un jugador jove debutant en la competició. A més a més, amb les seves actuacions, va ajudar en bona part l'equip a assegurar-se la permanència en la primera categoria del bàsquet espanyol una temporada més i fins i tot, arribar a lluitar per entrar en llocs de Play-off.

### El salt a l'NBA
Durant l'estiu següent i amb la temporada ja acabada, Ibaka és draftejat en la posició número 24 de la primera ronda del draft pels Oklahoma City Thunder, un dels equips més joves i amb més projecció de tota l'NBA. Els Thunder van pagar la seva clàusula de rescissió, i el jugador va firmar-hi contracte per dues temporades garantides i dues més d'opcionals.
Durant la seva primera temporada com a rookie, Ibaka va sorprendre en la lliga americana de forma positiva gràcies a unes bones estadístiques (5,5 punts, 5,5 rebots, 1,1 taps i 8,5 d'eficàcia NBA per partit) amb bastants minuts(16'6) de joc, i essent cada dia una peça més important en el projecte de futur d'Oklahoma. La seva mitjana de taps li va permetre liderar la categoria entre els rookies de la temporada 2009-2010, mentre que en la classificació total va quedar el número 20.
A la primera ronda dels play-offs contra Los Angeles Lakers va jugar, en 6 partits, 25,5 minuts i va fer 7,8 punts, 6,5 rebots i 2 taps de mitjana. En el segon partit de la sèrie, a Los Angeles, va aconseguir el rècord de jugador més jove en aconseguir 7 taps en un partit dels play-off.
Durant el tancament patronal de l'NBA de l'any 2011 va signar un contracte de dos mesos amb el Reial Madrid, i va tornar a l'NBA al final del lockout. Amb l'equip madrileny va disputar 6 partits en l'Eurolliga amb una mitjana de 5,5 punts, 4/7 rebots i 2 taps en 15 minuts per partit. Els seus resultats en l'ACB van ser 12 partits disputats (mitjanes: 6,1 punts, 3/1 rebots i 2 taps en 14,5 minuts per partit).
Va participar en el Concurs d'esmaixades de l'NBA de 2011, on hi va realitzar una esmaixada des de la línia de tirs lliures, obtenint un 45 de puntuació. En aquesta esmaixada homenatjà al seu continent d'origen, Àfrica.
El 14 de febrer de 2017 Ibaka va ser traspassat dels Orlando Magic als Toronto Raptors.

## Selecció espanyola
Serge va ser un dels elegits per Sergio Scariolo per integrar la preselecció de l'equip espanyol per a l'Eurobasket de Lituània, tot i que la seva inclusió definitiva quedava supeditada a l'obtenció de la nacionalitat per carta de naturalesa, que finalment va obtenir el 15 de juliol de 2011. El debut oficial es va produir el 9 d'agost d'aquest mateix any en un amistós davant França, on hi anotà 9 punts.
El juliol de 2014 va ser inclòs pel seleccionador estatal Juan Antonio Orenga a la llista dels dotze jugadors que disputarien amb la selecció espanyola de bàsquet el Campionat del món de 2014.